# عقد 740 هـ
عقد 740 هـ هو الفترة بين عام 740 إلى 749 في التقويم الهجري، أي العشر سنوات الخامسة من القرن الثامن الهجري.